# Proszki gaśnicze

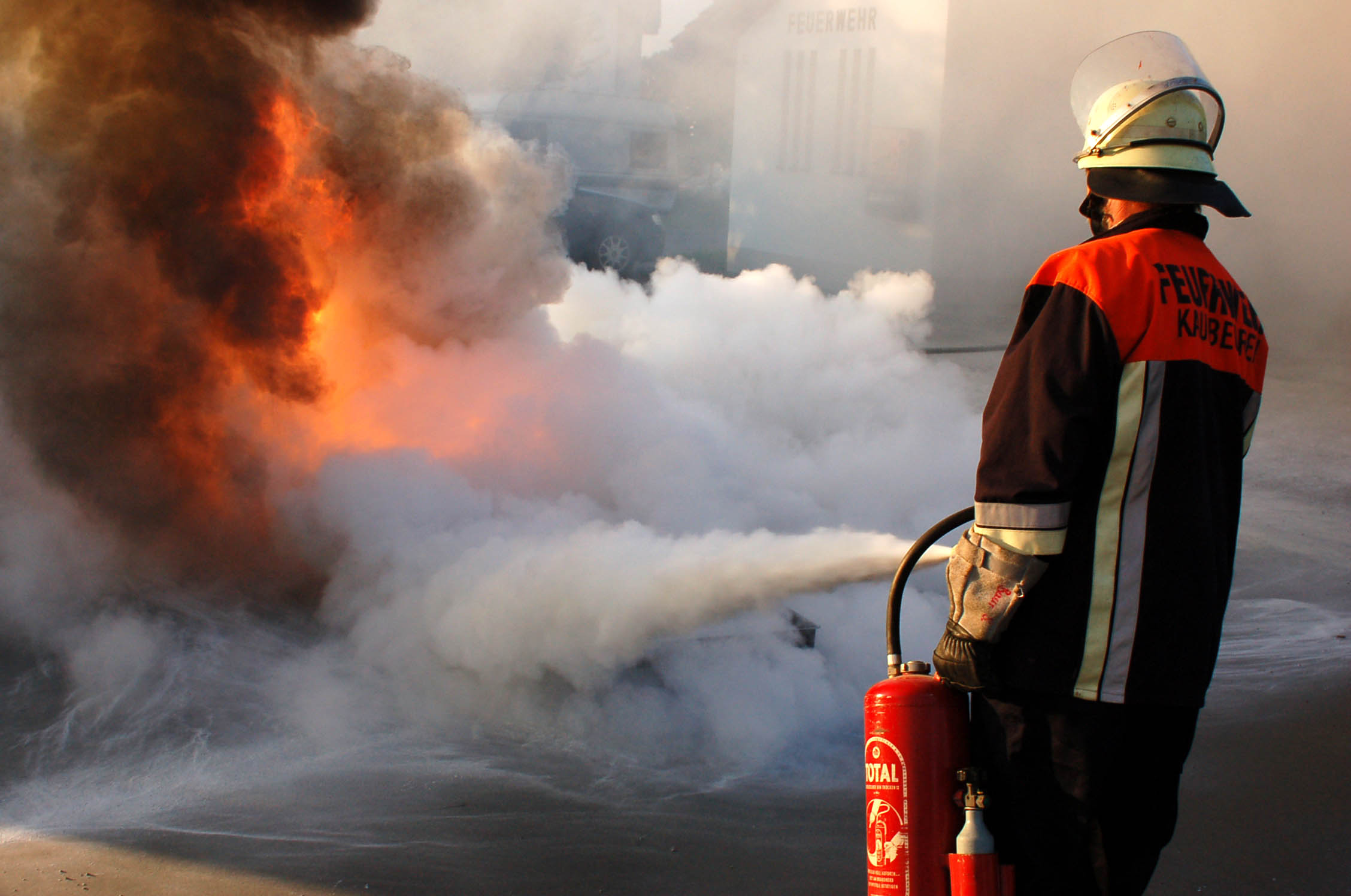
Proszek gaśniczy rozpylany z gaśnicy

Proszki gaśnicze – rodzaj środka gaśniczego w postaci drobno zmielonych (niepalnych) związków węglanowych lub fosforanowych otoczonych błoną hydrofobową, mających za zadanie odizolować płonące ciała od dostępu tlenu. 
Rozdrobnienie proszku powinno być takie, aby średnica ziaren mieściła się w przedziale między 20-60 µm. W przypadku proszków węglanowych dodatkowo wydzielany jest dwutlenek węgla, mający obniżyć stężenie utleniacza w strefie spalania, natomiast proszki fosforanowe mają zdolność wytwarzania szklistej powłoki pokrywającej powierzchnię gaszonego ciała stałego. Mechanizm gaśniczy proszków polega na inhibicji hetero- i homofazowej, tzn. na przejmowaniu przez proszek energii aktywacji od wolnych rodników odpowiedzialnych za proces spalania.
Proszki gaśnicze stosowane są do gaszenia pożarów różnej wielkości, poczynając od pożarów w zarodku do pożarów o powierzchni kilkuset metrów kwadratowych. W posługiwaniu się proszkami gaśniczymi wymagana jest duża umiejętność i doświadczenie. Niezbędna jest tu właściwa technika podawania proszkowych prądów gaśniczych. Polega ona na wytwarzaniu obłoku na całej szerokości płonącego materiału w taki sposób, aby nie było możliwości przerzucenia się ognia na ugaszoną już część pogorzeliska.
Proszki gaśnicze dzielimy ze względu na:
- zastosowane surowce (np. proszek fosforanowy, węglanowy, mocznikowy, chlorowy, potasowy etc.),
  - węglanowe (wodorowęglany Na i K -NaHCO3, KHCO3),
  - węglanowo – mocznikowe NaHCO3, KHCO3,
  - fosforanowe (ortofosforany),
  - specjalne (NaCl, BaCl2, Na2Ba3O7)
- zastosowanie do gaszenia odpowiednich grup pożarów.

Właściwości gaśnicze proszków polegają na:
- dezaktywacji wolnych rodników i przerwaniu łańcuchowej reakcji spalania,
- niskiej temperaturze topnienia powodującej szybkie przejście proszku w stan cieczy i „oblepianie” powierzchni palącego się ciała, tworząc w ten sposób skorupę, która nie dopuści do materiału tlenu,
- obecność chmury rozdrobnionego proszku nad powierzchnią palącego się ciała i spowodowaniu zmniejszania zawartości tlenu w otoczeniu,
- mechanicznemu zdmuchnięciu płomieni strumieniem proszku rzuconego pod ciśnieniem.

Inhibitorami, czyli środkami, które powodują zmniejszanie szybkości reakcji chemicznej w procesie spalania, w proszkach gaśniczych są rozdrobnione sole nieorganiczne zawierające w swym składzie odpowiednie metale alkaliczne.
Nowoczesne proszki gaśnicze muszą spełniać określone wysokie wymagania, do których należą między innymi:
- wysoka efektywność gaśnicza wynikająca z właściwości chemicznych i stopnia rozdrobnienia,
- zdolność do przepływania proszku przez przewody rurowe i węże pożarnicze (fluidyzacja) oraz zdolność do wytwarzania jednorodnego obłoku gaśniczego proszku,
- zdolność do długotrwałego przechowywania bez negatywnych zmian,
- odporność na działanie wilgoci zawartej w powietrzu,
- odporność na zmiany temperatury i możliwość stosowania w ekstremalnych warunkach atmosferycznych i termicznych,
- mała toksyczność,
- brak działania korozyjnego,
- niskie przewodnictwo elektryczne,
- niska zagęszczalność,
- zgodność reakcji z pianami gaśniczymi,
- możliwie niska cena wytwarzania.

W nazwie każdego proszku gaśniczego znajduje się litera oznaczająca odpowiednią grupę pożarów, do jakich gaszenia użyty może być dany proszek. I tak: proszek ABC ma zastosowanie do gaszenia pożarów ciał stałych, cieczy i gazów, a proszek D stosuje się do gaszenia metali. W symbolu proszku gaśniczego może wystąpić także litera „E” (np.BCE), znajdująca się w dolnym indeksie. Jeżeli przy indeksie „E” nie ma wartości, oznacza to, że proszek taki może być stosowany do gaszenia pożarów urządzeń pod napięciem bez ograniczenia górnej wartości tego napięcia. Jeżeli natomiast obok litery „E” jest podana jakaś wartość np. ABCE-100 to wskazuje ona, do jakiego napięcia można gasić danym proszkiem pożar, w którego zasięgu znajduje się urządzenie będące pod napięciem i w tym wypadku wartość ta wynosi 100 V. Proszki, które nie niszczą piany gaśniczej (tzn. są z nią zgodne), oznacza się symbolem „Sv” (np. ABCE - Sv).